# Huangmei
Huangmei  (en chino, 黄梅; pinyin, Huángméi) es un condado  bajo la administración directa de la Prefectura Huanggang en la Provincia de Hubei, República Popular China.  Su área es de 1707 km² y su población total para 2010 superó los 858 mil habitantes. 

## Administración
Desde octubre de 2022, el  Condado Huangmei  se divide en 16 pueblos que se administran en 12 poblados y 4  villas.

## Toponimia
El topónimo Huangmei [/Juáng-méi/] se compone de los sinogramas Huang (amarillo) y Mei (ume). Su nombre proviene de la montaña Huangmei (黄梅山) ubicada en la región, a su vez, la montaña Huangmei recibe su Huang del antiguo Estado Huang (黄国 'estado amarillo') mientras que mei se refiere a la abundancia de árboles ume que hay en la montaña.